# Embalse de Alcorlo
El embalse de Alcorlo es un embalse español situado en la provincia de Guadalajara, en el cauce del río Bornova, inaugurado en 1978 para el riego de tierras y desde 1996 como abastecimiento de agua a los municipios integrados en la mancomunidad Aguas del Bornova. 

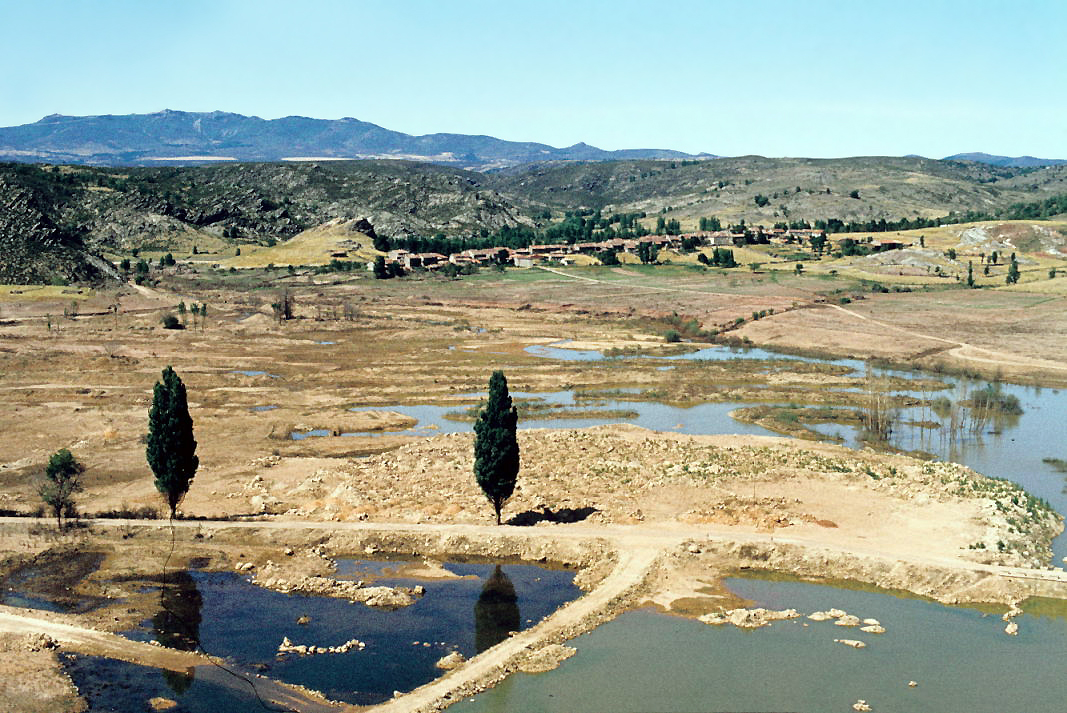
Embalse en 1981, aún sin llenar.

Desde finales de 2009, una tubería lo conecta con la estación de tratamiento de agua potable de Mohernando, abasteciendo también a los municipios de la mancomunidad de Aguas del Sorbe. Bajo sus aguas quedó hundido el pueblo de Alcorlo.